# Yautetelco
Yautetelco är en ort i Mexiko.   Den ligger i kommunen Xochiapulco och delstaten Puebla, i den sydöstra delen av landet, 160 km öster om huvudstaden Mexico City. Yautetelco ligger 1 777 meter över havet och antalet invånare är 280.
Terrängen runt Yautetelco är huvudsakligen kuperad, men åt nordväst är den bergig. Runt Yautetelco är det ganska tätbefolkat, med 129 invånare per kvadratkilometer. Närmaste större samhälle är Zaragoza, 12,6 km sydost om Yautetelco. Omgivningarna runt Yautetelco är en mosaik av jordbruksmark och naturlig växtlighet.